# Miguel Ângelo (ator)
Miguel Ângelo da Silva Cardoso (Rio de Janeiro, 16 de fevereiro de 2011), é um ator brasileiro que ganhou destaque ao interpretar o personagem Romeu na telenovela A Infância de Romeu e Julieta, exibida pelo SBT e Prime Video.

## Vida pessoal
Miguel Ângelo nasceu na comunidade da Cidade de Deus, no Rio de Janeiro, e atualmente mora em São Paulo. Aos 12 anos, deixou sua comunidade para seguir a carreira artística, contando com o apoio de sua mãe e familiares. Miguel se inspira em artistas como Lázaro Ramos, Thiaguinho e Nando Cunha e busca ser uma referência para jovens periféricos.

## Carreira
Miguel iniciou sua trajetória artística em 2014, aos 3 anos, participando da série "O Caçador", da TV Globo. Em 2018, atuou no curta-metragem O Nosso Legado, exibido pela ONU em Nova York. No teatro, destacou-se em peças como O Mágico de Oz e O Amor Como Revolução.
Em 2023, Miguel protagonizou A Infância de Romeu e Julieta, interpretando Romeu Monteiro. Em 2024, participou da série brasileira Os Quatro da Candelária, disponível na Netflix.

## Filmografia

### Televisão
| Ano     | Título                        | Personagem     | Ref.  |
| ------- | ----------------------------- | -------------- | ----- |
| 2023–24 | A Infância de Romeu e Julieta | Romeu Monteiro | [ 4 ] |
| 2024    | Os Quatro da Candelária       | Desconhecido   | [ 1 ] |

### Teatro
| Título                | Ref.  |
| --------------------- | ----- |
| O Mágico de Oz        | [ 1 ] |
| O Amor Como Revolução | [ 1 ] |